# 加西亞二世 (加利西亞國王)
加西亚二世（西班牙語：García II；1041年或1043年4月—1090年3月22日），加利西亚国王， 是卡斯蒂利亚国王及莱昂国王斐迪南一世与雷昂的桑查的第三子。

## 即位

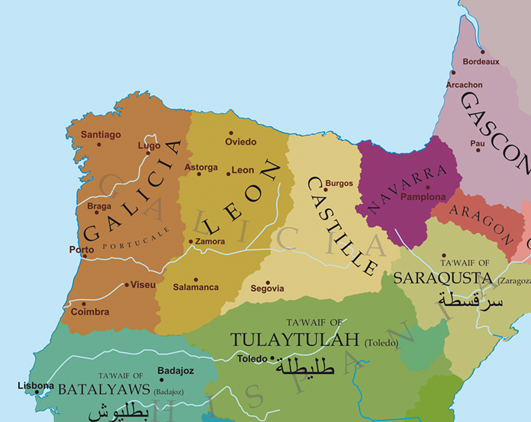
1065年前后的伊比利亚半岛北部局势
加西亚二世统治区域 (加利西亚王国)
巴达霍斯
塞维利亚
阿方索六世统治区域 (莱昂王国)
托莱多
桑乔二世统治区域（卡斯蒂利亚王国）
萨拉戈萨

1065年，斐迪南一世逝世后，其领地被分为三份。加西亚被分得加利西亚伯国，后升格为加利西亚王国。 加利西亚南至现葡萄牙的蒙德古河，与之一同继承的还包括巴达霍斯泰法国和塞维利亚泰法国的贡金。 加西亚的长兄桑乔继承了卡斯蒂利亚王国和萨拉戈萨泰法国的贡金，即桑乔二世。  费迪南一世的次子阿方索最得费迪南宠爱，在继承中获得了最佳的土地，分得莱昂王国，即阿方索六世。继承时，将一部分历史上属于卡斯蒂利亚和加利西亚的土地一并继承给了阿方索六世。加西亚统治的加利西亚王国局势最为不稳，1064年，即斐迪南一世去世的前一年，斐迪南一世重新夺回科英布拉后，才重新建立了对杜罗河以南土地的稳固行政控制。斐迪南一世还计划削弱旧伯爵家族势力，加强王室控制力，但直至其逝世时仍未完成。此外，卢戈主教和圣地亚哥主教也正在为了显赫职位展开争夺。

## 兄弟阋墙
加西亚二世即位后，强迫贵族加西亚·穆尼奥斯交出几乎所有领地。他还意图通过重设布拉加、拉梅古和图伊主教，以进一步巩固王权。但在1068年，长期任职的圣地亚哥主教去世，而其继任者于1069年遭谋杀，这一举动使加西亚的计划遭受重大挫折，这一举动被视为是对一位可能被视为行事过于激进的国王的直接挑战，表明了王权在加利西亚逐渐式微。之后加西亚更专注于加强对南方的控制。1071年初，葡萄牙伯爵努诺·门德斯发动反叛，加西亚在佩德罗索战役中击败努诺·门德斯，努诺·门德斯在此役中被杀。 
加西亚二世之兄阿方索六世至少从1070年起就开始觊觎日益动荡的加利西亚，1071年5月或6月初，阿方索六世入侵加利西亚和葡萄牙北部。桑乔二世很可能默许了阿方索的举动，以换取对加西亚领土的部分控制权。但因为阿方索六世所统治的莱昂王国将卡斯蒂利亚王国与加利西亚王国隔断，所以这种情况很不稳定。这进一步加强了阿方索的权势，很可能导致了桑乔二世进攻莱昂王国。1072年，桑乔二世在戈尔佩赫拉战役战胜阿方索六世，并将其流放托莱多。
桑乔二世之后又在圣塔伦附近击败加西亚二世 ，并将他短暂囚禁在卡斯蒂利亚（一部编年史具体说是在布尔戈斯），然后加西亚二世才被允许流亡塞维利亚泰法国。 加利西亚、莱昂、卡斯蒂利亚三国重归一统。 

## 被囚
1072年10月，在萨莫拉镇压由其姐姐萨莫拉的乌拉卡和贵族佩德罗·安苏雷斯领导的叛乱时，桑乔二世遇刺身亡。被废黜的加西亚二世和阿方索六世都返回北方，阿方索六世夺取了由桑乔二世重新统一的王国的统治权。1073年2月，加西亚二世受邀与阿方索六世会面，之后被阿方索六世囚禁。 最早的编年史没有记载他被囚禁的地点，但后来的编年史称其被囚禁在莱昂附近的月堡，直至1090年3月22日去世。他的墓志铭上注明了去世的日期，死因是发烧后的放血治疗。 
加西亚二世希望被戴着镣铐下葬，因为他就是这样度过了人生的最后时光。在莱昂圣伊西多罗大教堂的皇家墓地中，加西亚二世的墓上刻有镣铐。墓碑上据说原本刻有一段拉丁文墓志铭，但后来已被毁坏： 
H[ic] R[equiescit] DOMINUS GARCIA REX PORTUGALLIAE ET GALLECIAE. FILIUS REGIS MAGNI FERDINANDI. HIC INGENIO CAPTUS A FRATRE SUO IN VINCULIS. OBIIT ERA MCXXVIII XIº KAL[ends] APRIL[is].
中文翻译：
此处安葬着葡萄牙及加利西亚国王加西亚，伟大的费迪南国王之子。他被其兄用计擒获，并被囚禁。他逝世于1128年4月朔日前的第11天（公历1090年3月22日）。
墓志铭是否是在加西亚死后立即刻上的已不可知。但历史学家安杰洛·里贝罗（Ângelo Ribeiro）据此得出结论：加西亚二世是第一个使用葡萄牙国王头衔的人。 葡萄牙此前由伯爵统治，加西亚二世死后六年，葡萄牙作为一个伯爵领被封给勃艮第的亨利，后其子阿方索·恩里克斯（即阿方索一世）继承，后者后来加冕为葡萄牙国王。由于加西亚二世去世时正值莱昂公会议召开期间，许多著名的主教参加了他的葬礼，其中包括教廷使节拉涅罗，即未来的教宗巴斯加二世。 
加西亚二世中计被囚，最后又被隆重安葬，这一经历让他成为史诗诗人的常见题材。12世纪中叶就已然出现此类诗歌作品。其中现存最早的是16世纪时由洛伦佐·德·塞普尔韦达创作的民谣《被兄弟卡斯蒂利亚国王桑乔二世和阿方索六世夺位的加利西亚国王加西亚之死》（ Muerte de don García, rey de Galicia, desposeído por sus hermanos Sancho II y Alfonso VI de Castilla）。 